# Línea FS1 (Interurbanos Madrid)
La línea FS1 de la red de autobuses interurbanos de Madrid une Las Rozas de Madrid con Valdemorillo.

## Características
Esta línea fue creada el 25 de marzo de 2023, junto con la línea FS2, como parte de una prueba piloto de la Comunidad de Madrid. Tiene el objetivo de facilitar la movilidad por motivos de compras y ocio entre localidades de alta atracción turística. Por todo ello, solo presta servicio durante fines de semana y festivos.
Siguiendo la numeración de líneas del CRTM, se trata de una nomenclatura que indica Fin de Semana. Estas líneas cuentan con recorridos transversales alejados de Madrid y tan sólo comparte numeración con la línea FS2.
La línea mantiene los mismos horarios todo el año (exceptuando las vísperas de festivo y festivos de Navidad), circulando como su nombre indica: sábados laborables, domingos y festivos.
Está operada por la empresa Julián de Castro a través de Avanza Movilidad Integral mediante la concesión administrativa VCM-603 - Madrid – Colmenar del Arroyo (Viajeros Comunidad de Madrid) del Consorcio Regional de Transportes de Madrid.
1. ↑  Madrid, Comunidad de (23 de marzo de 2023). «La Comunidad de Madrid crea líneas de autobuses para unir Valdemorillo con Las Rozas y Torrelaguna con Alcalá de Henares». Comunidad de Madrid. Consultado el 27 de marzo de 2023.

## Horarios
| Sábados laborables, domingos y festivos |                          |
| Las Rozas > Valdemorillo                | Valdemorillo > Las Rozas |
| 09:30                                   | 08:30                    |
| 10:30                                   | 09:30                    |
| 11:30                                   | 10:30                    |
| 12:30                                   | 11:30                    |
| 13:30                                   | 12:30                    |
| 14:30                                   | 13:30                    |
| 15:30                                   | 14:30                    |
| 16:30                                   | 15:30                    |
| 17:30                                   | 16:30                    |
| 18:30                                   | 17:30                    |
| 19:30                                   | 18:30                    |
| 20:30                                   | 19:30                    |
| 21:30                                   | 20:30                    |
| 22:30                                   | 21:30                    |
| 23:30                                   | 22:30                    |

## Recorrido y paradas

### Sentido Valdemorillo
| Código | Parada                                      | Común con                    | Municipio               | Zona |
| ------ | ------------------------------------------- | ---------------------------- | ----------------------- | ---- |
| 09811  | Tracia - Urb. Los Jarales                   | 620 625 628 2                | Las Rozas de Madrid     |      |
| 12447  | Trva. Navalcarbón - Heron City              | 620 625 629 633 685 2        | Las Rozas de Madrid     |      |
| 20611  | Químicos - C. C. Gran Plaza 2               | 620 652                      | Majadahonda             |      |
| 10469  | Ctra. M-509 - Urb. Entreálamos              | 623 626A 627 641 642 643     | Majadahonda             |      |
| 06179  | Ctra. M-509 - Urb. Villafranca del Castillo | 623 626 626A 627 641 642 643 | Villanueva del Pardillo |      |
| 06193  | Ctra. M-509 - Urb. Santa María              | 626 626A 627 641 642 643     | Villanueva del Pardillo |      |
| 15845  | Ctra. M-509 - Aladierna                     | 626 626A 627 641 642 643     | Villanueva del Pardillo |      |
| 06200  | Av. Madrid - García Morato                  | 626 626A 627 641 642 643 645 | Villanueva del Pardillo |      |
| 15347  | Ctra. M-509 - San José Calasanz             | 626 626A 627 641 642 643 645 | Villanueva del Pardillo |      |
| 10849  | Ctra. Villanueva - Los Brezos               | 626 641 642                  | Villanueva de la Cañada |      |
| 09872  | Ctra. M-600 - Urb. Puentelasierra           | 641 642 669                  | Villanueva de la Cañada |      |
| 12949  | San Juan - Ctra. M-510                      | 630 641 642 645 669          | Valdemorillo            |      |
| 18885  | Eras Cerradas - Altos de Santa Ana          | 630 641 642 645              | Valdemorillo            |      |
| 18139  | Eras Cerradas - Cementerio                  | 630 641 642 645              | Valdemorillo            |      |
| 18138  | C.º Robledo de Chavela - Plaza de Toros     | 630 641 642 645              | Valdemorillo            |      |
| 09858  | Ctra. Cerro Alarcón - Urb. Los Pajarillos   | 630 641 642 645              | Valdemorillo            |      |
| 18884  | Parque La Nava                              | 630 641 642 645              | Valdemorillo            |      |

### Sentido Las Rozas
| Código | Parada                                        | Común con                    | Municipio               | Zona |
| ------ | --------------------------------------------- | ---------------------------- | ----------------------- | ---- |
| 18884  | Parque La Nava                                | 630 641 642 645              | Valdemorillo            |      |
| 09874  | Ctra. Cerro Alarcón - Urb. Los Pajarillos     | 630 641 642 645              | Valdemorillo            |      |
| 18137  | C.º Robledo de Chavela - Pol. Ind. La Gazuela | 630 641 642 645              | Valdemorillo            |      |
| 18140  | Eras Cerradas - Cementerio                    | 630 641 642 645              | Valdemorillo            |      |
| 18886  | Eras Cerradas - Altos de Santa Ana            | 630 641 642 645              | Valdemorillo            |      |
| 12950  | San Juan - Ctra. M-510                        | 630 641 642 645 669          | Valdemorillo            |      |
| 19347  | Navarredonda - Urb. Puentelasierra            | 641 642 669                  | Villanueva de la Cañada |      |
| 10490  | Ctra. Villanueva - Los Brezos                 | 626 641 642                  | Villanueva de la Cañada |      |
| 15348  | Ctra. M509 - Santo Tomás                      | 626 626A 627 641 642 643 645 | Villanueva del Pardillo |      |
| 06199  | Av. Madrid - Recaudación                      | 626 626A 627 641 642 643 645 | Villanueva del Pardillo |      |
| 15846  | Ctra. M-509 - Santa Ana                       | 626 626A 627 641 642 643     | Villanueva del Pardillo |      |
| 06201  | Ctra. M-509 - Urb. Santa María                | 626 626A 627 641 642 643     | Villanueva del Pardillo |      |
| 19412  | Ctra. M-509 - Urb. Villafranca del Castillo   | 623 626 626A 627 641 642 643 | Villanueva del Pardillo |      |
| 10470  | Ctra. M-509 - Urb. Entreálamos                | 623 626A 627 641 642 643     | Majadahonda             |      |
| 20611  | Químicos - C. C. Gran Plaza 2                 | 620 652                      | Majadahonda             |      |
| 12446  | Trva. Navalcarbón - Heron City                | 620 625 629 633 685 2        | Las Rozas de Madrid     |      |
| 09810  | Tracia - Urb. Los Jarales                     | 620 625 628 2                | Las Rozas de Madrid     |      |